# Contea di Coorow
La contea di Coorow è una delle diciassette local government areas che si trovano nella regione di Mid West, in Australia Occidentale. Essa si estende su di una superficie di circa 4.137 chilometri quadrati ed ha una popolazione di circa 1.500 abitanti.